# Kanadische Netball-Nationalmannschaft
Die kanadische Netball-Nationalmannschaft (englisch Canada national netball team) vertritt Kanada im Netball auf internationaler Ebene.

## Geschichte
Netball wurde in Kanada in den frühen 1960er Jahren eingeführt und ins Schulcurriculum aufgenommen. Die Canadian Amateur Netball Association wurde 1973 gegründet und der erste nationale Wettbewerb 1975 ausgetragen. Erstmals an den Weltmeisterschaften nahm Kanada dann 1979 teil und belegte dabei den 11. Platz. Nach einem zwölften Platz 1983 und einen geteilten zehnten Platz 1987, folgte 1991 mit dem sechsten Platz die bisher beste Platzierung bei einem Weltturnier. Bei den folgenden beiden Weltmeisterschaften belegten sie jeweils den 13. Platz (1995, 1999), bevor sie nach einem 21. Platz bei der Ausgabe 2003 sich letztmals für die Weltmeisterschaft platzieren konnten.

## Internationale Turniere

### Commonwealth Games
- 1998: Vorrunde
- 2002: Vorrunde
- 2006: nicht teilgenommen
- 2010: nicht teilgenommen
- 2014: nicht teilgenommen
- 2018: nicht teilgenommen
- 2022: nicht teilgenommen

### Netball-Weltmeisterschaft
- 1963: nicht teilgenommen
- 1967: nicht teilgenommen
- 1971: nicht teilgenommen
- 1975: nicht teilgenommen
- 1979: 11. Platz
- 1983: 12. Platz
- 1987: 10. Platz (geteilt)
- 1991: 6. Platz
- 1995: 13. Platz
- 1999: 13. Platz
- 2003: 21. Platz
- 2007: nicht teilgenommen
- 2011: nicht teilgenommen
- 2015: nicht teilgenommen
- 2019: nicht teilgenommen